# Ottawa—Vanier—Gloucester
Pour les articles homonymes, voir Ottawa (homonymie) et Vanier.
 (novembre 2019).
Si vous disposez d'ouvrages ou d'articles de référence ou si vous connaissez des sites web de qualité traitant du thème abordé ici, merci de compléter l'article en donnant les références utiles à sa vérifiabilité et en les liant à la section « Notes et références ».
Circonscription électorale fédérale du Canada
Ottawa—Vanier (précédemment connue sous le nom de Ottawa-Est ((en) Ottawa East)) est une circonscription électorale fédérale en Ontario (Canada), représentée dans la Chambre des communes depuis 1935.
Elle est composée par la partie est du centre-ville d'Ottawa et par les arrondissements de Beacon Hill-Cyrville, Rideau-Rockcliffe et Rideau-Vanier.
La circonscription, avec une grande partie de la population francophone d'Ottawa, est l'une des plus libérales dans le pays. Depuis sa création en 1935, elle n'a élu que des candidats libéraux, et est considérée un des sièges prioritaires[pas clair] du Parti libéral. Dans la communauté résident un grand nombre de fonctionnaires fédéraux.

## Géographie politique
Une minorité significative de la circonscription réside dans le secteur qui faisait partie auparavant de l'ancienne ville de Vanier. Elle fut fusionnée avec la ville d'Ottawa dans le cadre de l'amalgamation en 2000. Depuis longtemps, elle était à majorité francophone qui était fortement d'allégeance libérale. La banlieue prestigieuse de Rockcliffe Park y est aussi située, qui donne son appui principalement aux conservateurs, mais aussi aux libéraux. Les banlieues de la classe moyenne, qui comprennent la Côte-de-Sable (ou Sandy Hill, près de l'Université d'Ottawa) et New Edinburgh appuient aussi principalement les libéraux, mais aussi avec de l'appui significatif au NPD.

## Circonscription fédérale
La circonscription englobe la partie nord-est de la ville d'Ottawa.
Les circonscriptions limitrophes sont Ottawa-Centre, Ottawa-Sud, Orléans, Hull—Aylmer et Gatineau.
À la suite du décès du député libéral Mauril Bélanger en 2016, en poste depuis 1995, une élection partielle a eu lieu le 3 avril 2017 confirma la victoire de la libérale Mona Fortier. 
À la suite du découpage de la carte électorale de 2022, la circonscription sera renommée Ottawa–Vanier–Gloucester. 

## Géographie
En 2003, la circonscription fut redéfinie comme partie de la ville d'Ottawa. La ligne commence vers l'est et le nord d'une ligne vers le sud au long du canal Rideau, de la frontière interprovinciale jusqu'à l'avenue Mann. vers le nord-est jusqu'à la rue Nicholas, vers le sud-est jusqu'à l'autoroute 417 et vers l'est à la station abandonnée de Canadien Pacifique jusqu'à la station de transmission hydroélectrique. Elle continue vers le nord jusqu'au chemin Innes, vers le nord-est jusqu'au chemin Blair, vers le nord-ouest jusqu'au chemin de Montréal, vers l'est et le nord-est à la route régionale 174, vers le nord-est jusqu'à Green's Creek et nord jusqu'à la rivière des Outaouais

### Résultats électoraux
|  | Candidat                   | Parti                       | #     | %      |
|  | -------------------------- | --------------------------- | ----- | ------ |
|  | Mona Fortier               | Libéral                     | 15190 | 51,2 % |
|  | Emilie Taman               | Néo-Démocrate               | 8523  | 28,7 % |
|  | Adrian Paul Papara         | Conservateur                | 4578  | 15,4 % |
|  | Nira Dookeran              | Vert                        | 987   | 3,3 %  |
|  | John "The Engineer" Turmel | Indépendant                 | 153   | 0,5 %  |
|  | Damien Wilson              | Parti libertarien du Canada | 137   | 0,5 %  |
|  | Christina Wilson           | Indépendante                | 99    | 0,3 %  |
|  | Total                      |                             | 29667 | 100 %  |

|       | Candidat            | Parti              | # de voix | % des voix |
|       | David Piccini       | Conservateur       | +12 109,  | 19,02 %    |
|       | (X) Mauril Bélanger | Libéral            | +36 474,  | 57,3 %     |
|       | Emilie Taman        | NPD                | +12 491,  | 19,62 %    |
|       | Nira Dookeran       | Vert               | +01 947,  | 3,06 %     |
|       | Christian Legeais   | Marxiste-léniniste | +00128,   | 0,2 %      |
|       | Coreen Corcoran     | Parti libertarien  | +00503,   | 0,79 %     |
| Total | Total               | Total              | 63 652    | 100 %      |

|       | Candidat            | Parti              | # de voix | % des voix |
|       | Rem Westland        | Conservateur       | +14 184,  | 27,06 %    |
|       | (x) Mauril Bélanger | Libéral            | +20 009,  | 38,17 %    |
|       | Trevor Haché        | NPD                | +15 391,  | 29,36 %    |
|       | Caroline Rioux      | Vert               | +02 716,  | 5,18 %     |
|       | Christian Legeais   | Marxiste-léniniste | +00122,   | 0,23 %     |
| Total | Total               | Total              | 52 422    | 100 %      |

|       | Candidat             | Parti              | # de voix | % des voix |
|       | Patrick Glémaud      | Conservateur       | +14 128,  | 27,26 %    |
|       | (x) Mauril Bélanger  | Libéral            | +23 958,  | 46,23 %    |
|       | Trevor Haché         | NPD                | +08 845,  | 17,07 %    |
|       | Akbar Manoussi       | Vert               | +04 443,  | 8,57 %     |
|       | Christian Legeais    | Marxiste-léniniste | +00129,   | 0,25 %     |
|       | Michel St-Onge       | Action canadienne  | +00100,   | 0,19 %     |
|       | Robert Taylor-Larter | Indépendant        | +00226,   | 0,44 %     |
| Total | Total                | Total              | 51 829    | 100 %      |

### Historique
La circonscription d'Ottawa-Est a été créée en 1933 à partir des circonscriptions d'Ottawa et de Russell. Ottawa-Est devint Ottawa–Vanier en 1973.
| Législature                             | Années       | Député                | Député                         | Parti   |
| --------------------------------------- | ------------ | --------------------- | ------------------------------ | ------- |
| Ottawa-Est issue d'Ottawa et de Russell |              |                       |                                |         |
| 18e                                     | 1935–1936    |                       | Edgar-Rodolphe-Eugène Chevrier | Libéral |
| 18e                                     | 1936-1940    | Joseph-Albert Pinard  |                                | Libéral |
| 19e                                     | 1940–1945    | Joseph-Albert Pinard  |                                | Libéral |
| 20e                                     | 1945–1949    | Joseph-Thomas Richard |                                | Libéral |
| 21e                                     | 1949–1953    | Joseph-Thomas Richard |                                | Libéral |
| 22e                                     | 1953–1957    | Joseph-Thomas Richard |                                | Libéral |
| 23e                                     | 1957–1958    | Joseph-Thomas Richard |                                | Libéral |
| 24e                                     | 1958–1962    | Joseph-Thomas Richard |                                | Libéral |
| 25e                                     | 1962–1963    | Joseph-Thomas Richard |                                | Libéral |
| 26e                                     | 1963–1965    | Joseph-Thomas Richard |                                | Libéral |
| 27e                                     | 1965–1968    | Joseph-Thomas Richard |                                | Libéral |
| 28e                                     | 1968–1972    | Joseph-Thomas Richard |                                | Libéral |
| 29e                                     | 1972–1974    | Jean-Robert Gauthier  |                                | Libéral |
| Ottawa—Vanier                           |              |                       |                                |         |
| 30e                                     | 1974–1979    |                       | Jean-Robert Gauthier           | Libéral |
| 31e                                     | 1979–1980    |                       | Jean-Robert Gauthier           | Libéral |
| 33e                                     | 1980–1984    |                       | Jean-Robert Gauthier           | Libéral |
| 34e                                     | 1984–1988    |                       | Jean-Robert Gauthier           | Libéral |
| 35e                                     | 1988–1993    |                       | Jean-Robert Gauthier           | Libéral |
| 36e                                     | 1993–1994    |                       | Jean-Robert Gauthier           | Libéral |
| 36e                                     | 1995-1997    | Mauril Bélanger       |                                | Libéral |
| 36e                                     | 1997–2000    | Mauril Bélanger       |                                | Libéral |
| 37e                                     | 2000–2004    | Mauril Bélanger       |                                | Libéral |
| 38e                                     | 2004–2006    | Mauril Bélanger       |                                | Libéral |
| 39e                                     | 2006–2008    | Mauril Bélanger       |                                | Libéral |
| 40e                                     | 2008–2011    | Mauril Bélanger       |                                | Libéral |
| 41e                                     | 2011–2015    | Mauril Bélanger       |                                | Libéral |
| 42e                                     | 2015–2016    | Mauril Bélanger       |                                | Libéral |
| 42e                                     | 2016-2017    |                       | Vacant                         | Vacant  |
| 42e                                     | 2017-2019    |                       | Mona Fortier                   | Libéral |
| 43e                                     | 2019–2021    |                       | Mona Fortier                   | Libéral |
| 44e                                     | 2021–Présent |                       | Mona Fortier                   | Libéral |
| Ottawa–Vanier–Gloucester                |              |                       |                                |         |

## Circonscription provinciale
Depuis les élections provinciales ontariennes du 4 octobre 2007, l'ensemble des circonscriptions provinciales et des circonscriptions fédérales sont identiques.